# Museo de la Electricidad de Río Grande del Sur
El Museo de la Eletricidade de Río Grande del Sur (MERGS) es un museo situado en la ciudad de Porto Alegre, Brasil. Ocupa el segundo piso del Espaço Força e Luz, ubicado en un edificio construido entre 1926 y 1928 por el ingeniero Adolfo Stern, en la Rua dos Andradas, en el centro de Porto Alegre. El edificio tiene un estilo ecléctico, pero con influencia francesa de principios del siglo XX, fue declarado patrimonio histórico en 1994 por el Instituto Nacional del Patrimonio Histórico y Artístico.
Fue fundado el 1 de febrero de 1977 y fue pionero en el sector eléctrico brasileño sirviendo de modelo para que varias otras empresas eléctricas brasileñas crearan sus propios museos. En 2017, el MERGS celebró su 40 aniversario, preservando y divulgando su colección a través de diversas actividades educativas.
Su colección está formada por más de 2.000 objetos procedentes de varios municipios de Río Grande del Sur. Contiene piezas y curiosidades sobre los inicios de la iluminación en Río Grande del Sur, así como maquinaria y equipos, utensilios domésticos, numismática, documentos, bibliografías y películas, todo ello a disposición de los visitantes para su consulta.